# 三水県 (寧夏回族自治区)
三水県（さんすい-けん）はかつて中国に存在した行政区画。涼州安定郡に属した。前漢により設置されたが、新は広延亭と改められた。後漢により廃止された。
のちに魏により西川県と改称された。
現在の中華人民共和国寧夏回族自治区呉忠市同心県北東部に相当。